# Abhaya
 (juin 2019).
Abhaya était un roi du royaume d'Upatissa Nuwara (dans l'actuel Sri Lanka) qui régna de 474 av. J.-C. à 454 av. J.-C.. Il a succédé à son père Panduvasudeva après avoir été choisi par ses frères et sœurs pour être le prochain roi d'Upatissa Nuwara.